# كفر الشموت
كفر الشموت إحدى قرى مركز بنها التابع لمحافظة القليوبية بجمهورية مصر العربية.

## السكان
بلغ عدد سكان كفر الشموت 4,172 نسمة، حسب الإحصاء الرسمي لعام 2006.